# Lago di Çavuşçu
Il lago di Çavuşçu (in turco: Çavuşçu gölü; anche Lago di Ilgın, in turco: Ilgın gölü) è un lago tettonico d'acqua dolce situato nel distretto di Ilgın della provincia di Konya, nel distretto turco dei laghi.

## Geografia
Il lago di Çavuşçu è alimentato dai torrenti Doğanhisar çayi, Çığıl deresi e Bulcuk çayı. Esso ha una superficie di 27 km² ed è circondato da canneti e paludi. La sua altezza sul livello del mare è di 1.026 m e la profondità va da 2 a 10 m. A ovest del bacino si trova la sorgente calda chiamata Açık Ilıca (in italiano: "terme all'aperto"). La fonte di Yorazlar  (in turco: Yorazlar çeşmesi), situata a sud-est, è considerata dagli abitanti del luogo come dotata di proprietà curative. Nelle stagioni fredde, il lago è ghiacciato. La sua superficie, che in primavera è maggiore a causa della neve sciolta e dell'acqua piovana, diminuisce in estate a causa dell'irrigazione delle valli di Atlantí e Ilgın. Nelle zone agricole intorno al lago viene coltivato il frumento. La collina di Sharampol si trova a 75 m sopra il livello delle acque a nord del lago. Nel 1960 e nel 1977 essa fu parzialmente riforestata, e dal 2001 le attività di rimboschimento furono gestite seriamente, così che la collina è diventata un'area per picnic. 

### Trasformazione in bacino
Tramite la costruzione di sbarramenti a sud e a nord del lago, quest'ultimo è stato trasformato in un bacino idrico di raccolta e le sue acque, messe sotto controllo, vengono ora utilizzate per l'irrigazione. L'acqua in eccesso defluisce a sud, mentre prima della trasformazione in un bacino idrico, essa raggiungeva il fiume Sakarya. Dopo la costruzione delle dighe, l'area occupata dal lago divenne più piccola, e le zone umide a nord e la zona chiamata Kurugöl divennero terreni agricoli. A causa dell'innalzamento dell'acqua tra le dighe, i prati e i canneti scomparvero. Il lago naturale è stato distrutto e trasformato in un bacino di raccolta. Negli ultimi anni il lago si sta prosciugando.

## Fauna
Gli uccelli del lago sono i seguenti: il forapaglie castagnolo, il mignattino piombato, il mignattino, la sterna comune, la cicogna, il fistione turco, l'oca selvatica. Tra i pesci del lago la cobitis turcica è una specie endemica della Turchia.